# Ramírez del Varal
Ramírez del Varal är en ort i Mexiko.   Den ligger i kommunen Churumuco och delstaten Michoacán de Ocampo, i den södra delen av landet, 260 km väster om huvudstaden Mexico City. Ramírez del Varal ligger 768 meter över havet och antalet invånare är 169.
Terrängen runt Ramírez del Varal är huvudsakligen kuperad, men norrut är den bergig. Runt Ramírez del Varal är det ganska glesbefolkat, med 25 invånare per kvadratkilometer. Närmaste större samhälle är Churumuco de Morelos, 16,7 km sydväst om Ramírez del Varal. I omgivningarna runt Ramírez del Varal växer huvudsakligen savannskog.